# Liste von Mundharmonikaspielern
Diese Seite enthält eine Liste von Mundharmonikaspielern, geordnet nach unterschiedlichen Musikgenres. Hier werden nur Musiker aufgenommen, bei denen die Mundharmonika das einzige oder das Hauptinstrument ist.

## Blues
- Billy Boy Arnold (* 1935)
- DeFord Bailey (1899–1982)
- Steve Baker (* 1953)
- Chicago Beau (* 1949)
- Carey Bell (1936–2007)
- Billy Bizor (1913–1969)
- Blind Percy
- Billy Branch (* 1951)
- Buster Brown (1911–1976)
- George Buford (1929–2011)
- Norton Buffalo (1951–2009)
- Eddie „Guitar“ Burns (1928–2012)
- Lester Butler (1959–1998)
- Paul Butterfield (1942–1987)
- Joe Carter (1927–2001)
- William Clarke (1951–1996)
- Jaybird Coleman (1896–1950)
- Jim Conway
- James Cotton (1935–2017)
- Cyril Davies (1932–1964)
- Lester Davenport (1932–2009)
- Paul deLay (1952–2007)
- Carlos del Junco (* 1958)
- Rick Estrin (* 1949)
- Julio Finn
- Frank Frost (1936–1999)
- Billy Gibson
- Jazz Gillum (1904–1966)
- Alan Glen (* 1951)
- Tony Glover (1939–2019)
- Adam Gussow (* 1958)
- Slim Harpo (1924–1970)
- Shakey Jake Harris (1921–1990)
- Big Walter „Shakey“ Horton (1918–1981)
- Howlin’ Wolf (1910–1976)
- Mark Hummel (* 1956)
- Paul Jones (* 1942)
- Antoni Krupa (1945–2024)
- Paul Lamb (* 1955)
- Lazy Lester (1933–2018)
- Little Walter (1930–1968)
- Louisiana Red (1932–2012)
- Magic Dick (* 1945)
- Lee McBee (1951–2014)
- Jerry „Boogie“ McCain (1930–2012)
- John Mayall (1933–2024)
- Jean-Jacques Milteau (* 1950)
- Mike Morgan (* 1959)
- Sam Myers (1936–2006)
- Charlie Musselwhite (* 1944)
- Hammie Nixon (1908–1984)
- Darrell Nulisch (* 1952)
- Paul Oscher (1950–2021)
- Lee Oskar (* 1948)
- Rod Piazza (* 1947)
- Gene „Birdlegg“ Pittman (* 1947)
- John Popper (* 1967)
- Jerry Portnoy (* 1943)
- Gary Primich (1958–2007)
- Snooky Pryor (1921–2006)
- Annie Raines (* 1969)
- Jimmy Reed (1925–1976)
- Jason Ricci (* 1974)
- Curtis Salgado (* 1954)
- Matthew Skoller
- George „Harmonica“ Smith (1924–1983)
- Willie „Big Eyes“ Smith (1936–2011)
- Little Mack Simmons (1933–2000)
- Sonny Terry (1911–1986)
- Sugar Blue (* 1949)
- Sugar Ray Norcia (* 1954)
- Big Mama Thornton (1926–1984)
- Watermelon Slim
- Junior Wells (1934–1998)
- Phil Wiggins (1954–2024)
- Sonny Boy Williamson I. (1914–1948)
- Sonny Boy Williamson II. (1899 oder 1912 – 1965)
- Alan Wilson (1943–1970)
- Kim Wilson (* 1951)
- Big John Wrencher (1923–1977)

## Jazz
- Philip Achille (* 1988)
- Jerry Adler (1918–2010)
- Larry Adler (1914–2001)
- Roland Alexander (1935–2006)
- Michael Arce (* 1974)
- Chris Bauer (* 1960)
- Chicago Beau (* 1949)
- Keith Bennett
- Herb Berger (* 1969)
- Pat Bergeson (* 1961)
- Matthias Bröde (* ≈1960)
- Jens Bunge (* 1963)
- Sébastien Charlier (* 1971)
- Hubie Crawford († 2007)
- Thierry Crommen (* 1958)
- Olu Dara (* 1941)
- Max De Aloe (* 1968)
- Hermine Deurloo (* 1966)
- Wim Dijkgraaf (* 1970)
- Maurício Einhorn (* 1932)
- Bruno De Filippi (1930–2010)
- William Galison (* 1958)
- PT Gazell (* 1953)
- Max Geldray (1916–2004)
- Billy Gibson
- Adam Glasser (* 1955)
- Dieter Goal (1938–2013)
- Enrico Granafei (* 1952)
- Dennis Gruenling
- Carlos del Junco (* 1958)
- Mathias Heise (* 1993)
- Clint Hoover (* 1956)
- Richard Hunter
- Filip Jers (* 1986)
- Julian Jackson
- Olivier Ker Ourio (* 1964)
- Wilbert Kirk
- Kniri Knaus (* 1945)
- Beata Kossowska
- Isabella Krapf (* 1977)
- Bart Łeczycki
- Charles Leighton (1921–2009)
- Howard Levy (* 1951)
- Lars-Luis Linek (* 1955)
- Karl Madis (* 1959)
- Albert Maksimov (* 1963)
- Grégoire Maret (* 1975)
- Damien Masterson (* 1970)
- Berthold Matschat (* 1963)
- Bertl Mayer (* 1958)
- Laurant Maur (* 1970)
- Hendrik Meurkens (* 1957)
- Richard Oesterreicher (1932–2023)
- Tollak Ollestad
- Pete Pedersen (1925–2002)
- Harry Pitch (1925–2015)
- Yvonnick Prené (* 1984)
- Konstantin Reinfeld (* 1995)
- Antonio Serrano (* 1974)
- Kacper Smoliński (* 1990)
- Greg „Zlap“ Szlapczynski (* 1971)
- Fabio Testa
- Toots Thielemans (1922–2016)
- Les Thompson
- Mike Turk
- Jacob Venndt (* 1977)
- Jan Verwey (* 1936)
- Tim Welvaars (* 1951)
- Frédéric Yonnet (* 1974)

## Popularmusik
- Admiral Freebee (* 1974)
- DeFord Bailey (1899–1982)
- Steve Baker (* 1953)
- Pfuri Baldenweg (* 1946)
- Dr. Humphrey Bate (1875–1936)
- Maurício Einhorn (* 1932)
- Schmuel Gogol (1924–1993)
- Michael Hirte (* 1964)
- Jean-Jacques Milteau (* 1950)
- Charles Pasi (* 1984)
- Lubomír Pleva (1929–1998)
- Antonio Serrano (* 1974)